# Puntuazione
La puntuazione nel linguaggio giuridico indica la precisazione scritta dei punti essenziali sui quali si dovrà basare la stipulazione di un contratto o di una convenzione e per i quali è già stato raggiunto un accordo di massima.

Vi rientrano sia i documenti che contengano intese parziali in ordine al futuro regolamento di interessi (cosiddetta puntuazione di clausole), sia i documenti che predispongano con completezza un accordo negoziale in funzione preparatoria del medesimo (cosiddetta puntuazione completa di clausole).